# Edvard Oldberg
Olof Magnus Edvard Oldberg, född den 21 juni 1838 i Nyköping, död den 6 mars 1926, var en svensk kartograf och sjömilitär. 
Oldberg blev sekundlöjtnant vid flottan 1861, löjtnant vid skärgårdsartilleriet 1866 och vid flottan 1873, kapten vid flottan 1878, kommendörkapten av andra graden 1888,  av första graden 1890, kommendör i flottan 1895 och erhöll avsked med tillstånd att som kommendörkapten av första graden kvarstå i flottans reserv 1896. Oldberg tjänstgjorde i Sjökartekontoret 1864–1893 och var chef för Sjökartekontoret 1893–1909. Han blev ledamot av Krigsvetenskapsakademien 1893 och ledamot i styrelsen för Nautisk-meteorologiska byrån 1894.